# Tomasz Makowski
Tomasz Artur Makowski (AFI [ˈtɔmaʃ ˈartur maˈkɔfsci]; 1970) è un bibliotecario e storico polacco, direttore della Biblioteca nazionale polacca, presidente del Consiglio nazionale per le biblioteche e del Consiglio per risorse bibliotecarie nazionali presso il Ministero di cultura e patrimonio nazionale.

## Biografia
Makowski lavora nella Biblioteca Nazionale dal 1994. Prima di diventare direttore nel 2007, è stato vice direttore e direttore della ricerca, nonché amministratore delle collezioni speciali.
È membro di numerose organizzazioni e istituzioni polacche e internazionali, tra cui la Biblioteca europea, la commissione polacca per il Programma di Memoria del mondo dell'UNESCO, il Consiglio degli archivi presso la Direzione suprema di Archivi di Stato, il Consiglio dell'Istituto del Libro a Cracovia, il Consiglio dell'Istituto Fryderyk Chopin a Varsavia, il Consiglio di redazione di “Polish Libraries Today”, il Consiglio del Museo nazionale di Cracovia, il Consiglio di Museo della Letteratura di Varsavia e il Museo di Łazienki a Varsavia.
Nel 2005 fu il curatore della prima mostra monografica sulla Biblioteca Zamoyski (Biblioteka Ordynacji Zamojskiej). È un assistente di professione presso l'Università Cardinale Stefan Wyszyński di Varsavia. Autore di tre libri (1996, 1998, 2005) e una serie di articoli. Si specializza nella storia delle biblioteche e nello studio dei manoscritti.